# Powerpop
Powerpop er en tungere stilart inden for poprock, som kombinerer stærke popmelodier med højlydte powerakkorder. Genren er karakteriseret ved brug af elektriske guitarer, tydelige vokaler, fængende melodier og energisk optræden.
Som regel bliver der snakket om tre bølger inden for genren: den første bølge fra 1970'erne med bands såsom Badfinger, Raspberries, Cheap Trick og Big Star, den anden bølge som opstod i slutningen af 1970'erne og starten af 1980'erne med bands såsom The Knack, The Beat og The Romantics, og den tredje bølge som opstod i slutningen af 1980'erne og starten af 1990'erne med bands såsom Matthew Sweet, Weezer, The Posies og Teenage Fanclub.

## Baggrund
Powerpoppens rødder kan blive sporet tilbage til 1967, hvor begrebet først blev brugt af Pete Townshend fra The Who til beskrive deres single "Pictures of Lily". På samme tidspunkt, bidrog The Beatles og The Byrds til udviklingen af genren med sange som "Paperback Writer" og "I'll Feel a Whole Lot Better".
I 1970 optog Badfinger adskillige hit-singler, der lagde et skabelon som mange powerpop-grupper derefter begyndte at følge, og i 1972, havde genren fået forspring. Under dens fremkomst, forenede genren sig med andre daværende genrer såsom glam rock, new wave og punk-rock. The Knacks' succesfulde single fra 1979, "My Sharona", virkede som en modreaktion til powerpoppen, som effektivt fik slået genrens radiofremtræden ihjel.
På trods af genrens faldende popularitet i 1980'erne, fortsatte den stadig med at blomstre som undergrundsmusik med grupper såsom The Replacements og The Primitives, hvilket tilsidst ledte til genrens genopstand i 1990'erne. Bands i denne periode baserede ofte deres stil på en blanding af den klassiske powerpop og den følelsesprægede sangskrivning fra den alternative rock.